# Peter Mensah
Peter Mensah (nascido em 27 de agosto de 1959 em Acra, Gana), é um ator ganês, mais conhecido por seus papéis em Tears of the Sun, 300 e Dead Space (vídeo game) e, mais recentemente, na série original produzida pela Starz, Spartacus: Blood and Sand e suas continuações, Spartacus: Deuses da Arena, e Spartacus: Vengeance.
Mensah vem de uma família de acadêmicos. Ele nasceu em Gana, de pais de origem Ashanti, mas mudou-se ainda jovem para Hertfordshire, Inglaterra, com seu pai, um engenheiro, sua mãe, uma escritora, e duas irmãs mais novas. Mensah posteriormente mudou-se para o Canadá.